# 1 شوال
- السبت
- الأحد
- الاثنين
- الثلاثاء
- الأربعاء
- الخميس
- الجمعة

- 2929 مارس 2025
- 130 مارس 2025
- 231 مارس 2025
- 31 أبريل 2025
- 42 أبريل 2025
- 53 أبريل 2025
- 64 أبريل 2025
- 75 أبريل 2025
- 86 أبريل 2025
- 97 أبريل 2025
- 108 أبريل 2025
- 119 أبريل 2025
- 1210 أبريل 2025
- 1311 أبريل 2025
- 1412 أبريل 2025
- 1513 أبريل 2025
- 1614 أبريل 2025
- 1715 أبريل 2025
- 1816 أبريل 2025
- 1917 أبريل 2025
- 2018 أبريل 2025
- 2119 أبريل 2025
- 2220 أبريل 2025
- 2321 أبريل 2025
- 2422 أبريل 2025
- 2523 أبريل 2025
- 2624 أبريل 2025
- 2725 أبريل 2025
- 2826 أبريل 2025
- 2927 أبريل 2025
- 3028 أبريل 2025
- 129 أبريل 2025
- 230 أبريل 2025
- 31 مايو 2025
- 42 مايو 2025

1 شوَّال أو 1 شوَّال المُکَرَّم أو 1 شوَّال المكرَّمة أو يوم 1 \ 10 (اليوم الأوَّل من الشهر العاشر) هو اليوم السابع والستون بعد المائتين (267) من أيَّام السنة (أو الثامن والستون بعد المائتين لو كان شهر شعبان مُتممًا لليوم الثلاثين أو التاسع والستون بعد المائتين لو أتم كلًا من صفر وربيع الآخر وجمادى الآخرة وشعبان ثلاثين يومًا) وفق التقويم الهجري القمري (العربي). يبقى بعده 87 أو 88 يومًا لانتهاء السنة.

## أحداث
- 72 هـ - بداية محاصرة عبد الله بن الزبير بمكة المكرمة.
- 201 هـ - الخليفة العباسي عبد الله المأمون يرجع الإمام علي بن موسى الرضا عن صلاة العيد بعد أن كان يلحّ عليه أن يصليها بالناس.
- 247 هـ - ركوب الخليفة أبو الفضل جعفر المتوكل على الله هو ووزيره الفتح بن خاقان، وأمر الأشراف بالمشي من خلفه، وفيهم الإمام علي الهادي.
- 1075 هـ - الجيش العثماني بقيادة الصدر الأعظم فاضل أحمد باشا الكوبريللي يعود إلى أدرنة بعد مغادرتها لمدة سنة و3 أشهر لقتال ألمانيا، حيث انتهت الحرب بين الجانبين بتوقيع معاهدة «فاشفار».
- 1375 هـ - المتطرفون اليهود في الجزائر يرتكبون مذبحة وحشية ضد المواطنين العزل في مدينة قسنطينة بمساعدة الفرنسيين.
- 1381 هـ - افتتاح أول جلسة من جلسات مفاوضات إيفيان التي أدت إلى استقلال الجزائر.
- 1384 هـ - الكنيست الإسرائيلي يسن قانون يتيح للسلطة الإسرائيلية بمصادرة ممتلكات الأوقاف الإسلامية في أنحاء فلسطين.
- 1404 هـ - اعتماد النشيد الوطني السعودي بشكل رسمي.
- 1435 هـ - كتائب عز الدين القسام الجناح العسكري لحركة حماس تنفذ عملية اقتحام عسكرية خلف خطوط العدو والهجوم على برج عسكري محصن تابع لكتيبة «ناحال عوز» شرق حي الشجاعية.
- 1436 هـ - تنظيم الدولة الإسلامية (داعش) يعلن مسؤوليته عن تفجير في أحد أسواق مدينة خان بني سعد العراقية في أول أيام عيد الفطر، مما أدَّى لمقتل ما يزيد عن 120 شخص وإصابة ما يزيد عن 116، وذلك بعد يوم من تفجير الحائر في السعودية الذي استهدف رجال أمن سعوديين وتبنَّاه نفس التنظيم.
- 1437 هـ - لجنة تشيلكوت تنشر تقريرًا ينتقد مشاركة المملكة المتحدة بغزو العراق قبل نحو 13 سنة.
- 1438 هـ - مقتل ما لا يقل عن 150 شخصا وإصابة أكثر من 100 آخرين في حادثة إنفجار ناقلة نفط بالقرب من شرق أحمدبور في باكستان.

## مواليد
- 608 هـ - محمد بن سعيد بن حماد الصنهاجي البوصيري، شاعر مدَّاح مسلم.
- 1295 هـ - أحمد نسيم، شاعر مصري.
- 1319 هـ - محمد رضا فرج الله، فقيه وكاتب وشاعر عراقي.
- 1351 هـ - محمد الفايد، ملياردير ورجل أعمال مصري.
- 1352 هـ - كريمة مختار، ممثلة مصرية.
- 1355 هـ - ثريا الشاوي، طيارة مغربية.
- 1358 هـ - سمير مقبل، سياسي ورجل أعمال لبناني.
- 1380 هـ - إنعام الربيعي، ممثلة عراقية.

## وفيات
- 43 هـ - عمرو بن العاص، صحابي.
- 256 هـ - محمد بن إسماعيل البخاري، إمام مسلم وجامع للحديث النبوي.
- 310 هـ - محمد بن جرير الطبري، مؤرخ وإمام ومفسر وفقيه مسلم.
- 393 هـ - عبد الكريم الطائع لله، الخليفة العباسي الرابع والعشرون.
- 567 هـ - يحيى بن سعدون، فقيه ومفسر ومحدث وقارئ ونحوي أندلس.
- 569 هـ - ابن الدهان البغدادي، عالم نحو بغدادي.
- 606 هـ - فخر الدين الرازي، إمام مفسر شافعي وعالم موسوعي.
- 620 هـ - ابن قدامة، إمام محدث حنبلي.
- 622 هـ - أحمد الناصر لدين الله، الخليفة العباسي الرابع والثلاثون.
- 684 هـ - عبد الرحمن العبدلياني، فقيه مسلم ومفسّر عراقي.
- 716 هـ - محمد أولجايتو، سلطان المملكة الإيلخانية الثامن.
- 1033 هـ - عبد القادر الطبري، عالم مسلم وكاتب وشاعر حجازي.
- 1139 هـ - اعلي شنظورة، أمير الترارزه في موريتانيا.
- 1315 هـ - أحمد آل طعان، فقيه شيعي بحراني.
- 1378 هـ - روز اليوسف، ممثلة مسرحية وصحافية مصرية.
- 1422 هـ - محمد بن سعد المشعان، شاعر ومربي مكفوفين سعودي.
- 1424 هـ - ماري كويني، ممثلة ومنتجة مصرية.
- 1440 هـ - محمد نجم، ممثل كوميدي مصري.

## مناسبات
- أوَّل أيَّام عيد الفطر عند المُسلمين.

## وصلات خارجية
- موقع قصة الإسلام: حدث في شهر شوَّال.